# Acalypha rottleroides
Acalypha rottleroides é uma espécie de flor do gênero Acalypha, pertencente à família Euphorbiaceae.